# Luspalantto
Luspalantto är en sjö i Kiruna kommun i Lappland och ingår i Torneälvens huvudavrinningsområde.